# Walhall

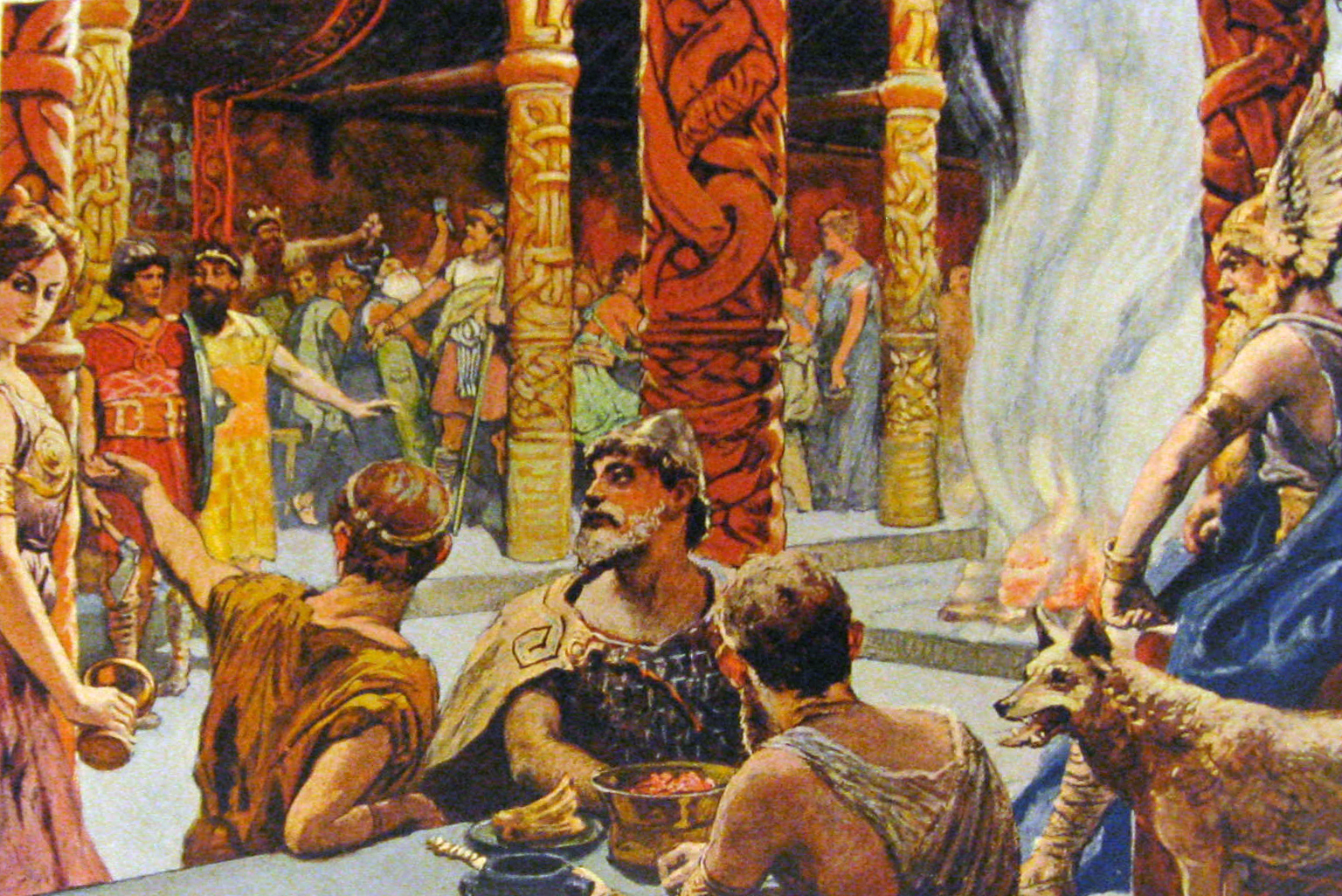
Walhall (Zeichnung von Emil Doepler, 1905)

Walhall (altnord. Valhǫll, isl. Valhöll ‚Wohnung der Gefallenen‘), auch Valhall, Walhalla oder Valhalla, eventuell verknüpft oder identisch mit dem Götterpalast Valaskjalf, ist in der nordischen Mythologie der Ruheort der in einer Schlacht gefallenen Kämpfer, die sich als tapfer erwiesen haben, der sogenannten Einherjer.

## Beschreibung

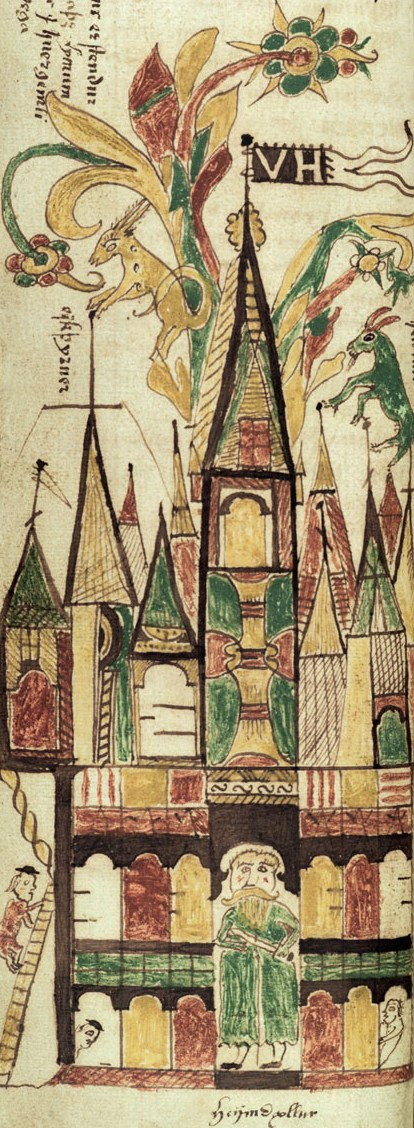
Darstellung der Walhall, deren Tor von Heimdall bewacht wird, aus einer isländischen Handschrift des 17. Jahrhunderts.

Walhall ist am Ende der Mythenentwicklung eine prächtige Halle mit 540 Toren, durch die je 800 Einherjer nebeneinander einziehen können. Sie ist in Odins Burg Gladsheim in Asgard im Reiche der Asen gelegen. Das Dach der Halle soll aus Schilden bestehen, die auf Speeren als Sparren ruhen, wobei es auch Quellen gibt, die dem widersprechen.
Tagsüber messen sich dort die Einherjer im Zweikampf. Abends vergnügen sich die Kämpfer bei Bier und Met, welches ihnen die Walküren reichen. Diesen kommt aber auch die Aufgabe zu, die tapfersten der auf dem Schlachtfeld gefallenen Kämpfer auszusuchen und nach Walhall zu bringen.
In der himmlischen Königshalle wohnen Odin und seine Gemahlin Frigg. Odin thront mächtig und erhaben auf seinem Hochsitz Hlidskialf und erfreut sich edler Waffenspiele. An der Giebelwand hängt ein mächtiges Hirschgeweih und erinnert die Recken an vergangene irdische Jagdfreuden.
Brünnen zieren die Bänke, und erleuchtet wird die Halle durch den Glanz der Schwerter. Über dem westlichen Tor hängt ein Wolf, darüber schwebt ein Adler – die Tiere, die den Schlachtengott auf die Walstatt begleiten.
Der Koch Walhalls, Andhrimnir („Rußgesicht“), hat ein schwarzes Gesicht, da er tagelang in den Kessel schaut, in dem der Eber Sæhrímnir jeden Abend aufs Neue zubereitet wird. Sæhrímnir wird jeden Tag wieder lebendig und erneut verzehrt. Odin jedoch isst nie vom Fleisch des Ebers, sondern gibt seinen Anteil grundsätzlich seinen Wölfen. Er selber begnügt sich mit dem Met.

## Mythenentwicklung

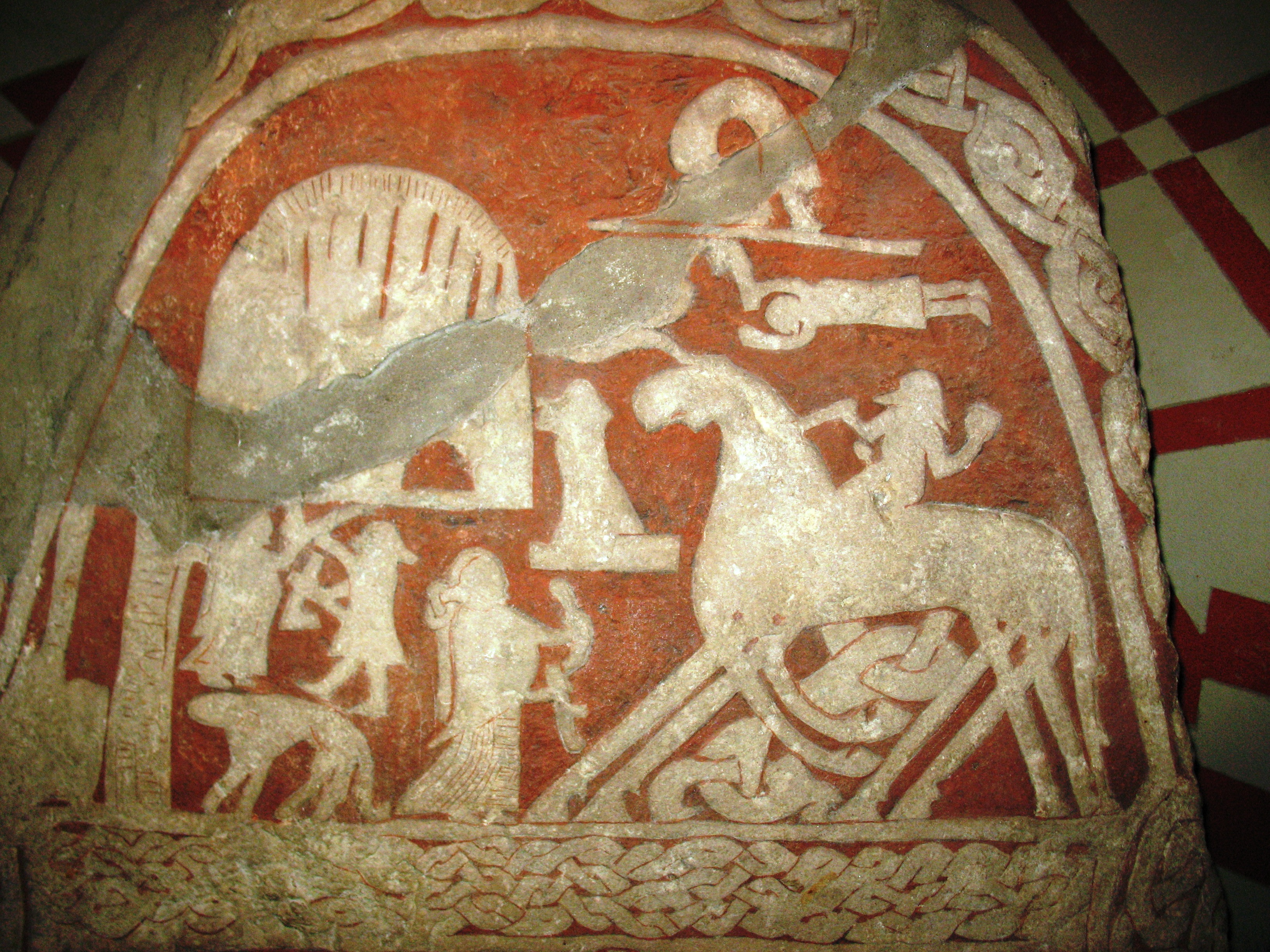
Einzug in Walhall. Bildstein aus Gotland

Die früheste Erwähnung von Walhall findet sich in Bragis Schildgedicht unter der Bezeichnung Swölnirs (Odins) Saal. Die vorangegangene Wiederbelebung der gefallenen Krieger durch Hild zu erneutem Kampf (Vers 230) hat mit Walhall nichts zu tun, sondern gehört zum Topos altertümlicher Totenbeschwörung. Dass die toten Helden nach Walhall kommen, ist erst im 9. Jahrhundert anzunehmen. So fordert Odin im Eirikslied Sigmund und Sinfjötli in Walhall auf, sich zur Begrüßung von Erik Blutaxt, der um 954 in einer Schlacht fiel, von ihren Plätzen zu erheben. Hingegen glaubten die Ost- und Westgoten, dass sich alle Toten unter der Erde oder in einem Berg aufhielten. Regional hat sich in Island und Schweden der Glaube, dass man in einen Berg hineinstirbt, noch sehr lange gehalten. Dass man sich in einigen Gegenden den Toten auch allein in seinem Grabhügel hausend vorstellte, ist ebenfalls verbürgt. Im Sögubrot af Fornkonungum und bei Saxo Grammaticus wird der Vater von Harald Kampfzahn, der Recke Haldan, der mit seiner Frau Gurid keine Kinder bekommt, aufgefordert, den toten Verwandten bei der Hel Totenopfer darzubringen. Von ihm und seinen Verwandten wird also nicht berichtet, dass sie nach Walhall kämen. Erst sein Sohn Harald wird als Odinsgeweihter nach Walhall gelangen. Aber auch hier ist eine Besonderheit zu beobachten: Nach Saxo zieht der erschlagene Harald Kampfzahn an der Spitze der Toten des Schlachtfeldes in eine unter der Erde liegende Halle ein, wo er „angenehme Sitze“ erhalten soll. Im Sögubrot dagegen wird der tote König aufgefordert, nach seiner Wahl nach Walhall zu „reiten oder zu fahren“. Wo Walhall liegt und wie es dort aussieht, das lässt Sögubrot offen. Saxos Darstellung gibt wohl die ältere Auffassung wieder. Denn auch für die Goten lag der Ort der Toten im ᾅδης (Hades, Unterwelt), von Wulfila mit halja (verw. mit altnordisch hel) übersetzt, mit dem die Vorstellung eines umgebenden grünen Gefildes verbunden war. Saxo schreibt von dem odinsgeweihten Hading: Unter Führung einer alten Frau stieg er in die neblige Tiefe, „bis sie endlich die sonnigen Gefilde betraten, welche die von der Frau gebrachten Gräser hervorbrachten“. Nachdem beide einen von Waffen starrenden Fluss überschritten hatten, sahen sie Krieger, die miteinander Waffenspiele trieben. Eine hohe, unübersteigbare Mauer veranlasste Hading schließlich wieder zur Umkehr und zum Aufstieg zu den Lebenden. Eine entsprechende Schilderung vom Ort der Toten enthält auch der alte Baldrmythos: Der Gott Hermod ritt neun Nächte lang durch dunkle, tiefe Täler nach Norden, bis er an die Gjöll-Brücke kam, die von der Wächterin Modgudr bewacht wurde und durch das Helgatter versperrt war. Hermod ritt über die Brücke, setzte über das Gatter und gelangte schließlich in eine Halle, auf deren Hochsitz sein Bruder Baldr saß. Auch hier, wenn auch auf Baldr zugeschnitten, ergibt sich als Ort für den (vornehmen) Toten die unterirdische Halle mit dem Hochsitz, die weit im Norden tief unter der Erde liegt. Die Götter wohnten ursprünglich also nicht mit den Toten zusammen.
Erst im 10. Jahrhundert wird davon berichtet, dass Odin zusammen mit den Einheriern in einer hochgelegenen Halle sitzt. Die Vorstellung, dass die Götter allein auf hohen Burgen bzw. Höfen wohnen, ist wohl der am frühesten geschichtlich fassbare Glaube der Nordgermanen. So berichtet die altertümliche Guta saga, dass die Menschen auf Gotland „an Haine und Grabhügel, Heiligtümer und Stabeinhegungen und an die heidnischen Götter (glaubten)“. In dieser Saga wird auch eine Thorsburg (Thors borg) auf Gotland erwähnt, ein wuchtiges, hochragendes Kalksteinplateau mit Steinwall aus der Völkerwanderungszeit. Aber auch der alte Thjazi-Mythos, wie er im 9. Jahrhundert im Norden bekannt war, der Mythos vom Burgenbau der Riesen für die Asen sowie die Mythen von der Landnahme der Asen in Südrussland und Schweden, die Saxo Grammaticus und Snorri überliefern, bezeugen dieselbe Vorstellung.
Verfolgt man diese Vorstellung von der Wohnung der Götter weiter, kann festgestellt werden, dass auch in der Edda nur von einer Burg bzw. einem hochgelegenen Hof als Sitz der Götter die Rede ist. Die Wohnungen der Götter, vor allem Odins Halle, werden aber jetzt dichterisch ausgeschmückt: Schilde sind die Schindeln, Schäfte bilden die Sparren, Odin überblickt von seinem Hochsitz Hliðskjálf aus die Welt, von deren Geschehen ihm seine beiden Raben erzählen; die Asen versammeln sich in Odins Halle, deren Bänke von den Walküren für die Ankommenden geschmückt werden – ohne dass gesagt wird, dass Walhall im Himmel liege. Im Gegenteil: Die Schilderungen von Walhall deuten auf die alte Burgvorstellung bzw. eine Hofhalle. Dies gilt für die Völuspá, das Grímnismál, das Þrymskviða und das Vafþrúðnismál in gleicher Weise. Auch das Preislied auf König Hakon (Hákonarmál) aus der Mitte des 10. Jahrhunderts enthält keine Stelle, welche im Sinne einer himmlischen Walhall verstanden werden könnte, wenn es dort heißt, dass die Schar der Götter durch Håkon und sein großes Heer (der Gefallenen) nun wachse. So reiten in diesem Preislied die toten Krieger „zum grünen Götterheime“, was nur beweist, wie stark der alte Glaube an die Götter und ihre Burg bzw. Hofhalle noch im 10. Jahrhundert lebendig ist. Erst später muss der Gedanke einer himmlischen Walhall entstanden sein, so dass der Isländer Snorri Sturluson (um 1200) in seiner Edda (Snorra-Edda) die erzählten alten Mythen mit entsprechenden Zusätzen versah. Aber mit Ausnahme dieser späten Entwicklung wird nirgends in der Welt des Nordens von einer himmlischen Wohnung der Götter berichtet. Saxo Grammaticus gibt für Dänemark keine Kunde, ebenso wenig das Ynglingatal aus der Mitte des 9. Jahrhunderts, in welchem die königlichen Toten zu „Lokis Maid“ (= Hel) gesandt werden, ganz abgesehen von der schon geschilderten Vorstellung in Schweden und Island, dass die Toten „in den Berg hineinsterben“ oder in Grabhügeln hausen. Allem Anschein nach ist also die Vorstellung einer himmlischen Walhall nur eine späte, noch nicht im 10. Jahrhundert zu beobachtende regionale Ausformung und skaldische Stilisierung des ursprünglich im Norden verbreiteten Glaubens, dass die Asen auf Burgen bzw. Höfen mit weiter Sicht wohnen.
Schwer zu sagen ist allerdings, wann der Glaube entstand, dass Odin tapfere Krieger zu sich in seine Halle rufe. Nach Snorris Sagenbericht hat der sterbende Odin sich mit der Spitze seines Speers zeichnen lassen und alle Männer für sein Eigen erklärt, die in Waffen stürben. Er sagte, er „fahre nach Goðheima (Götterheim) und werde dort seine Freunde bewillkommnen“. Ferner sagte er, „jeder solle mit so reichem Besitz nach Walhall kommen, als auf seinem Scheiterhaufen bei ihm gewesen sei. Dort solle er auch die Schätze besitzen, die er in der Erde vergraben habe“. Der Glaube, dass Odin die toten Krieger des Schlachtfeldes in seine (Burg- bzw. Hof-)Walhall rufe, dürfte erst im Ausklang der Völkerwanderung und mehr oder weniger auf die nun entstehende Kriegerkaste beschränkt entstanden sein, die allerdings am königlichen Hofe die Überlieferung beherrschte. Diese Walhall Odins zieht jetzt – als Halle der Gefallenen – Vorstellungen an sich, die ursprünglich mit ihrem unterirdischen Totenort verbunden waren: Ein schwerterstarrender Fluss umgibt nun auch Walhall, über den eine Brücke führt, die vom Walgatter gesperrt ist. Dieser im Zeitalter mächtiger Heerkönige mit ihren Großgefolgschaften langsam sich bildende Glaube an eine Kriegerwalhall in Odins Burg bzw. Hof kann jedoch nicht überall im Norden in gleicher Stärke verbreitet gewesen sein. Dies beweist schon das altschwedische Ynglingatal aus der Mitte des 9. Jahrhunderts, das nur Hel als Totenort für Krieger und Könige kennt. Auch der Däne Saxo Grammaticus spricht nur von unterirdischen Totenorten – solchen für Krieger mit angenehmen grünen Gefilden und für Neidinge in schlangentriefenden, im Norden liegenden Höhlen. Eine landschaftliche Umschreibung der Entstehung und Verbreitung des neuen Glaubens an eine über der Erde liegende Kriegerwalhall erscheint indessen heute noch nicht möglich. Dagegen kann der Glaube an eine himmlische Walhall der Götter und Helden nur als späte regionale Ausformung des germanischen Heldenglaubens angesehen werden, die im 10. Jahrhundert noch nicht zu beobachten ist. Keine der kontinentalen und angelsächsischen Quellen lässt auch nur andeutungsweise erkennen, dass die Wikinger einem heldenhaften Tod mit Aussicht auf den Einzug in Walhall gelassen ins Auge sahen. Vielmehr mieden sie die erkannte Gefahr und retteten sich ohne weiteres durch Flucht oder Loskauf.

## Umfeld
Auf dem goldbedeckten Dach weidet die Ziege Heidrun. Sie spendet den Kriegern jenen köstlichen Trank in unversiegbarer Fülle, der ihnen das heldische Wesen bewahrt. Die Ziege ernährt sich vom Baum des Lebens, der Weltesche. Niemand weiß, wie weit die Wurzeln der Weltesche (Yggdrasil) münden. Eisen und Feuer können der Esche von jeher nichts anrichten. Die Krone ist sehr hoch und von weichem Nebel umwoben. Der Tau, der entsteht, befeuchtet die Täler. Zu den Füßen dieses gewaltigen Baumes sprießt der muntere Quell der Norne Urd. In den Zweigen der Esche wohnt das Eichhörnchen Ratatöskr, das Nachrichten und Gehässigkeiten zwischen dem Adler in der Krone und dem schlangenartigen Drachen Nidhöggr am Fuße des Weltenbaums übermittelt.
Rings um die heiligen Hallen liegen die Wohnhäuser und Anwesen der restlichen Götter: Thors Thrúdheim mit seinem Haus Bilskirnir und Baldurs Haus Breidablik.

## Berichterstatter
Der einzige Krieger, der es der Sage nach je geschafft hat, nach seinem Tod Walhall noch einmal zu verlassen, war der strahlende Held Helgi. Als Helgi in seinem Totenhügel begraben liegt, holt Odin ihn aus seinem irdischen Sein und zeichnet ihn mit einer Gunst wie nie zuvor aus. Auf der Erde sieht die Magd der von Helgi geliebten Sigrun den stark blutend verwundeten Helgi an seinem Grabhügel vorbeireiten. Er sagt zu ihr, dass er nach dem Wunsch ihrer Herrin am nächsten Tag erneut zu seinem Grabhügel zurückkehren wird. Er sendet die Magd mit der Kunde zu ihrer Herrin. Am nächsten Tag geht Sigrun zu der Grabkammer ihres Geliebten, und die Magd hat recht behalten. Sie fällt ihrem Geliebten voller Freude um den Hals, und das einstige Pärchen verbringt eine letzte innige Liebesnacht, bevor im Morgengrauen, noch ehe der erste Hahnenschrei in Asgard ertönt, der Geliebte wieder nach Walhall zurückkehrt.